# Рікко Родрігес
Рі́кко Родрі́гес (англ. Ricco Rodriguez; *19 серпня 1977, Сан-Хосе, Каліфорнія, США) — американський спортсмен; професійний греплер і спеціаліст зі змішаних бойових мистецтв. Чемпіон світу зі змішаних бойових мистецтв у важкій ваговій категорії за версією UFC (2002 – 2003 роки). Чемпіон і віце-чемпіон світу з греплінгу у вільній та важкій вагових категоріях за версією ADCC (1999 – 2000 роки).
Родрігес має пуерто-риканське і мексиканське коріння.
Наприкінці 1990-х та на початку 2000-х років Родрігес успішно виступав в спортивних єдиноборствах. Рікко мав універсальний стиль ведення бою, добре володів і ударною технікою, і технікою боротьби. Та на хвилі досягнутого спортивного успіху боєць втратив контроль над собою: мав проблеми з наркотиками та зайвою вагою, порушував закон, мав неодноразові арешти, інциденти за його участі розглядались в суді. З цих причин Родрігес, який фактично не припиняв спортивну кар'єру і встиг побувати чемпіоном світу у таких новітніх видах бойового спорту як греплінг та змішані єдиноборства, поступово втратив форму і здатність до якісної конкуренції. Авторитет і визнання, здобуті ним на аренах світових чемпіонатів ADCC, UFC та PRIDE, Рікко розгубив у регіональних турнірах у США, Мексиці та Росії, в боях із слабкою спортивною опозицією.